# Halterofilismo nos Jogos Olímpicos de Verão de 2004
O halterofilismo nos Jogos Olímpicos de Verão de 2004 foi disputado entre 14 e 25 de agosto, no Ginásio de Halterofilismo de Nikaia em Atenas.
Foram disputados 15 eventos, sete femininos e oito masculinos. Um total de 249 atletas (164 homens e 85 mulheres) de 79 nações competiram e cinco foram desqualificados por dopagem bioquímica.

## Medalhistas

### Masculino
| Evento                  | Ouro                         | Prata                             | Bronze                           |
| ----------------------- | ---------------------------- | --------------------------------- | -------------------------------- |
| Até 56 kg detalhes      | Halil Mutlu TUR Turquia      | Wu Meijin CHN China               | Sedat Artuç TUR Turquia          |
| Até 62 kg detalhes      | Shi Zhiyong CHN China        | Le Maosheng CHN China             | Israel José Rubio VEN Venezuela  |
| Até 69 kg detalhes      | Zhang Guozheng CHN China     | Lee Bae-Young KOR Coreia do Sul   | Nikolaj Pešalov CRO Croácia      |
| Até 77 kg detalhes      | Taner Sağır TUR Turquia      | Serguei Filimonov KAZ Cazaquistão | Reyhan Arabacıoğlu TUR Turquia   |
| Até 85 kg detalhes      | Georgi Assanidze GEO Geórgia | Andrei Ribakov BLR Bielorrússia   | Pyrros Dimas GRE Grécia          |
| Até 94 kg detalhes      | Milen Dobrev BUL Bulgária    | Khadjimurad Akkaiev RUS Rússia    | Eduard Tiukin RUS Rússia         |
| Até 105 kg detalhes     | Dmitri Berestov RUS Rússia   | Igor Razoronov UKR Ucrânia        | Gleb Pissarevski RUS Rússia      |
| Mais de 105 kg detalhes | Hossein Rezazadeh IRI Irã    | Viktors Ščerbatihs LAT Letônia    | Velitchko Tcholakov BUL Bulgária |

### Feminino
| Evento                 | Ouro                          | Prata                             | Bronze                              |
| ---------------------- | ----------------------------- | --------------------------------- | ----------------------------------- |
| Até 48 kg detalhes     | Nurcan Taylan TUR Turquia     | Li Zhuo CHN China                 | Aree Wiratthaworn THA Tailândia     |
| Até 53 kg detalhes     | Udomporn Polsak THA Tailândia | Raema Lisa Rumbewas INA Indonésia | Mabel Mosquera COL Colômbia         |
| Até 58 kg detalhes     | Chen Yanqing CHN China        | Ri Song Hui PRK Coreia do Norte   | Wandee Kameaim THA Tailândia        |
| Até 63 kg detalhes     | Natalia Skakun UKR Ucrânia    | Hanna Batsiushka BLR Bielorrússia | Tatsiana Stukalava BLR Bielorrússia |
| Até 69 kg detalhes     | Liu Chunhong CHN China        | Eszter Krutzler HUN Hungria       | Zarema Kassaieva RUS Rússia         |
| Até 75 kg detalhes     | Pawina Thongsuk THA Tailândia | Natalia Zabolotnaia RUS Rússia    | Valentina Popova RUS Rússia         |
| Mais de 75 kg detalhes | Tang Gonghong CHN China       | Jang Mi-Ran KOR Coreia do Sul     | Agata Wróbel POL Polônia            |

## Resultados
| Ordem | País                | Medalha de ouro | Medalha de prata | Medalha de bronze | Total |
| ----- | ------------------- | --------------- | ---------------- | ----------------- | ----- |
| 1     | CHN China           | 5               | 3                | 0                 | 8     |
| 2     | TUR Turquia         | 3               | 0                | 2                 | 5     |
| 3     | THA Tailândia       | 2               | 0                | 2                 | 4     |
| 4     | RUS Rússia          | 1               | 2                | 4                 | 7     |
| 5     | UKR Ucrânia         | 1               | 1                | 0                 | 2     |
| 6     | BUL Bulgária        | 1               | 0                | 1                 | 2     |
| 7     | GEO Geórgia         | 1               | 0                | 0                 | 1     |
| 7     | IRI Irã             | 1               | 0                | 0                 | 1     |
| 9     | BLR Bielorrússia    | 0               | 2                | 1                 | 3     |
| 10    | KOR Coreia do Sul   | 0               | 2                | 0                 | 2     |
| 11    | KAZ Cazaquistão     | 0               | 1                | 0                 | 1     |
| 11    | PRK Coreia do Norte | 0               | 1                | 0                 | 1     |
| 11    | HUN Hungria         | 0               | 1                | 0                 | 1     |
| 11    | INA Indonésia       | 0               | 1                | 0                 | 1     |
| 11    | LAT Letônia         | 0               | 1                | 0                 | 1     |
| 16    | COL Colômbia        | 0               | 0                | 1                 | 1     |
| 16    | CRO Croácia         | 0               | 0                | 1                 | 1     |
| 16    | GRE Grécia          | 0               | 0                | 1                 | 1     |
| 16    | POL Polônia         | 0               | 0                | 1                 | 1     |
| 16    | VEN Venezuela       | 0               | 0                | 1                 | 1     |

## Doping
Em 12 de fevereiro de 2013 o Comitê Olímpico Internacional cassou a medalha de bronze do russo Oleg Perepetchenov obtida na categoria até 77 kg masculino por uso de esteroides anabolizantes, substância considerada dopante. Reyhan Arabacıoğlu, da Turquia, foi elevado a terceira colocação e, consequentemente, herdou a medalha de bronze.